# Білал Надір
Білал Надір (араб. بلال نذير, нар. 28 листопада 2003, Ніцца, Франція) — марокканський футболіст, півзахисник французького клубу «Марсель».

## Ігрова кар'єра

### Клубна
Білал Надір є вихованцем клубної академії французької «Ніцци». У 2020 році футболіст грав за дублюючий склад клубу в Національному дивізіоні 3. 
В липні 2021 року Надір перейшов до марсельського «Олімпіка», з яким і підписав свій перший професійний контракт. Деякий час футболіст грав за резервний склад клубу. Першу гру в основі «Марселя» Надір провів 24 вересня 2023 року, коли вийшов на заміну у матчі чемпіонату Франції проти «Парі Сен-Жермен».

### Збірна
Білал Надір має марокканське походження. На міжнародному рівні він почав виступати з молодіжними командами Франції.
У листопаді 2023 року Надір вперше зіграв в складі олімпійської збірної Марокко.